# Flavia Bujor
Flavia Bujor (n. 8 august 1988, București, România) este o scriitoare franceză de origine română. Ea era cunoscută deja la vârsta de 13 ani ca autoarea romanului fantezist „La prophétie des pierres”.

## Biografie
Familia ei s-a mutat în Franța când ea avea doi ani. Astăzi locuiește cu părinții la Paris.
Prima ei carte, „Oracolul lui Oonagh” a scris-o în doar șase luni, în 2001. Mai întâi, a distribuit cartea, capitol cu capitol,  colegilor, profesorul ei de franceză a trimis lucrarea diferitelor edituri, astfel încât a putut fi publicată în anul următor. Datorită vârstei autoarei, cartea a primit multă atenție în mass-media, ceea ce a făcut să aibă un mare succes în Franța și a fost tradusă în alte 23 de limbi.

## Legături externe
- de Flavia Bujor în Catalogul Bibliotecii Naționale a Germaniei (Informații despre Flavia Bujor • PICA • Căutare pe site-ul Apper)
- perlentaucher.de: Flavia Bujor. Oracolul lui Oonagh